# جيمس إف. روبنسون
جيمس إف. روبنسون (بالإنجليزية: James F. Robinson)‏ هو كاتب سيناريو ومخرج أمريكي، ولد في 2 ديسمبر 1955.

## وصلات خارجية
- الموقع الرسمي
- جيمس إف. روبنسون على موقع IMDb (الإنجليزية)
- جيمس إف. روبنسون على موقع أول موفي (الإنجليزية)
- جيمس إف. روبنسون على موقع قاعدة بيانات الفيلم (الإنجليزية)
- جيمس إف. روبنسون على موقع كينوبويسك (الروسية)